# Sageretia salamensis
Sageretia salamensis är en brakvedsväxtart som beskrevs av Ludwig Eduard Loesener. Sageretia salamensis ingår i släktet Sageretia och familjen brakvedsväxter. Inga underarter finns listade i Catalogue of Life.